# Малена (фильм)
«Мале́на» (итал. Malèna, нем. Der Zauber Von Malèna) — итальянская драма 2000 года режиссёра и сценариста Джузеппе Торнаторе по одноимённому рассказу Лучано Винченцони. Главные роли сыграли начинающий итальянский актёр Джузеппе Сульфаро (которому на момент съёмок исполнилось 16 лет) и Моника Беллуччи.

## Сюжет
Фильм представлен как воспоминания героя о своём детстве во времена Второй Мировой войны.
После школы ребята обсуждают дочь своего учителя словесности, двадцатисемилетнюю Малену, чья красота не даёт покоя жителям всего города. Малена проводила своего мужа на фронт и сейчас живёт в его доме. Многие мужчины (адвокат, парикмахер, молодой офицер) мечтают о ней и провожают взглядами, когда она проходит мимо, что вызывает раздражение и ревность у других женщин. Обстановка накаляется, когда в город приходит известие о гибели мужа Малены, и все мужчины понимают, что теперь она свободна и может достаться любому из них. Некоторые из них открыто преследуют Малену и навязывают ей свои ухаживания, в то время как их жёны и другие женщины бесятся от своей лютой злобы и считают Малену особой лёгкого поведения.
Ренато в это время отдаляется от своих друзей и пытается мстить обидчикам девушки. Он дерётся с одноклассниками, которые высказываются грубо о Малене, тайно плюёт в коктейль оскорбляющим её мужчинам, мочится в сумочку поносящей её женщины, швыряет камень в стеклянную дверь салона, выражая таким образом свой протест пошлым сплетням его хозяина. Он даже ходит в церковь и молится за благополучие Малены и просит статую одного святого защитить её. Но после того, как адвокат силой принуждает Малену к близости, Ренато в наказание отбивает статуе святого руку.
В результате Малена теряет работу и друзей и решает стать такой, какой её видит большинство: она сближается с офицерами Вермахта, расквартированными в их городе, и начинает вести себя вызывающе. После этого ненависть горожан к ней возрастает до предела, и во время вступления американских войск в городок местные женщины силой вытаскивают Малену на улицу и жестоко избивают. Они рвут на ней одежду и обрезают ей волосы. Избитая и остриженная Малена неистово кричит на толпу и убегает. Неотступно следующий за ней Ренато вскоре видит её в вагоне поезда, покидающего город. 
Через некоторое время в город прибывает считавшийся погибшим муж Малены. На войне он потерял руку и находился в плену. Тщетно он пытается выяснить, что случилось с его женой, и ни у кого не находит ответа, так как горожанам стыдно за своё поведение. Ренато решается подбросить мужу Малены письмо, в котором пишет, что его супругу в городке оговорили, что она была верной женой и никого не любила, кроме своего мужа, что в её жизни много чего произошло, но всё это случилось в то время, когда её мужа считали погибшим. В концовке письма Ренато сообщает мужу, что последний раз видел Малену, когда она садилась на поезд в Мессину.
Проходит год, и к изумлению жителей городка Малена с мужем возвращаются в город. Придя на рынок, Малена видит среди торговок и покупательниц своих обидчиц, которые удовлетворённо отмечают, что у Малены появились морщины вокруг глаз, да и фигура уже не та, и решают попробовать с ней заговорить. После некоторой паузы Малена, как ни в чём не бывало, отвечает на их приветствие, напряжение спадает, и все женщины на рынке спешат продемонстрировать признаки своего расположения к Малене; она набивает полные сумки продуктами и идёт домой. Проходя по набережной, она роняет сумку с апельсинами, и Ренато, в последний раз в жизни следивший за ней, помогает ей собрать плоды и незаметно касается её руки.

## В ролях
| Актёр              | Роль                     |
| ------------------ | ------------------------ |
| Джузеппе Сульфаро  | Ренато Аморозо           |
| Моника Беллуччи    | Малена Скордия           |
| Лучано Федерико    | отец Ренато              |
| Матильда Пиана     | мать Ренато              |
| Гаэтано Ароници    | Нино Скордия             |
| Габриэла ди Лузио  | любовница барона         |
| Анджело Пеллегрино | государственный чиновник |
| Аврора Кваттрокки  | хозяйка борделя          |
| Джильберто Идони   | адвокат Центорби         |
| Пиппо Паттавина    | судья                    |

## Саундтрек
Саундтрек к фильму композитора Эннио Морриконе был номинирован на «Оскар» и «Золотой глобус».

### Список композиций
1. Inchini Ipocriti E Disperazione
2. Malèna
3. Passeggiata In Paese
4. Visioni
5. Nella Casa
6. Malèna (End Titles)
7. Linciaggio
8. Orgia
9. Il Ritorno
10. Bisbigli Della Gente
11. Ma L’Amore No
12. Casino Bolero
13. Altro Casino
14. Visioni (Fantasie D’Amore)
15. Cinema D’Altri Tempi
16. Ipocrisie
17. Pensieri Di Sesso
18. Momenti Difficili